# Bahia (género)
Bahia é um género botânico pertencente à família Asteraceae composto por 9 espécies.

## Espécies
- Bahia absinthifolia
  - Bahia absinthifolia absinthifolia
  - Bahia absinthifolia dealbata
- Bahia ambrosioides
- Bahia bigelovii
- Bahia biternata
- Bahia dissecta
- Bahia lanata
- Bahia pedata
- Bahia schaffneri
- Bahia trolliifolia